# قواعد الكتابة
علم قواعد الكتابة' و 'علم وضع الكتابة'
شعبة من شعب علم قواعد اللغة يعتني أهلها بمجمل قواعد رسم الخط والتسطير والترقيم المعروفة في اللغة.